# Moreno Moser
Moreno Moser (* 25. Dezember 1990 in Trient) ist ein ehemaliger italienischer Radrennfahrer.

## Karriere
2008 gewann Moreno Moser die Tour du Pays de Vaud für Junioren, 2010 den GP Città di Felino. 2011 entschied er zwei Etappen des Nachwuchsetappenrennens Giro Ciclistico d’Italia für sich, wurde Fünfter der Gesamtwertung und siegte beim Giro del Medio Brenta sowie bei der Trofeo Gianfranco Bianchin.
Ab 2012 fuhr Moser als Neoprofi für das Team Liquigas-Cannondale. Bereits in seiner ersten Saison als Profi konnte er die Trofeo Laigueglia, Rund um den Finanzplatz Eschborn-Frankfurt sowie zwei Etappen und die Gesamtwertung der Polen-Rundfahrt für sich entscheiden. 2013 gewann er die Strade Bianche und 2015 eine Etappe der Österreich-Rundfahrt. 2016 wurde er Dritter im Einzelzeitfahren der Europameisterschaften und wurde italienischer Meister in dieser Disziplin.
Nachdem Moser 2017 zum Team Astana gewechselt war, gewann er 2018 die Trofeo Laigueglia erneut. In der Saison 2019 trat Moser für das UCI Professional Continental Team Nippo-Vini Fantini-Faizanè an. Im Mai des Jahres erklärte er seinen Rücktritt vom Profiradsport, da er nicht mehr in der Lage sei, eine für Siege notwendige Form ausreichend lange zu halten.

## Sonstiges
Moreno Moser stammt aus einer Radsportfamilie: Er ist ein Neffe der bekannten Radrennfahrer Aldo und Francesco Moser. Auch sein Bruder Leonardo war Radsportler.

## Erfolge
2011
- zwei Etappen Giro Ciclistico d’Italia
- Giro del Medio Brenta
- Trofeo G. Bianchin

2012
- Trofeo Laigueglia
- Rund um den Finanzplatz Eschborn-Frankfurt
- Gesamtwertung und zwei Etappen Polen-Rundfahrt

2013
- Strade Bianche

2015
- eine Etappe Österreich-Rundfahrt

2016
- Europameisterschaft – Einzelzeitfahren
- Italienische Meisterschaft – Einzelzeitfahren

2018
- Trofeo Laigueglia

## Grand-Tour-Platzierungen
| Grand Tour            | 2013 | 2014 | 2015 | 2016 | 2017 | 2018 | 2019 |
| --------------------- | ---- | ---- | ---- | ---- | ---- | ---- | ---- |
| Giro d’ItaliaGiro     | –    | 120  | –    | 41   | –    | –    | –    |
| Tour de FranceTour    | 94   | –    | –    | –    | –    | –    | –    |
| Vuelta a EspañaVuelta | –    | –    | 72   | 72   | –    | –    | –    |

## Teams
- 2012 Liquigas-Cannondale
- 2013 Cannondale Pro Cycling
- 2014 Cannondale
- 2015 Team Cannondale-Garmin
- 2016 Cannondale Pro Cycling Team
- 2017 Astana Pro Team
- 2018 Astana Pro Team
- 2019 Nippo-Vini Fantini-Faizanè (bis 10. Mai)